# Demolition Hammer
Demolition Hammer (с англ. — «Отбойный молоток») — американская трэш-метал-группа из Бронкса, основанная в 1986 году. Группа распалась в 1995 году, однако собралась вновь в 2016 году.

## История

### Формирование и первые два альбома (1986—1992)
Demolition Hammer появились на трэш-метал-сцене Восточного побережья примерно в 1986 году. Первоначальный состав состоял из Стива Рейнольдса в качестве вокалиста и басиста, Джеймса Рейли на гитаре и Джона Салерно на ударных. Их первая демо-запись Skull Fracturing Nightmare была выпущена в 1988 году. Она получила признание поклонников этого жанра и независимых звукозаписывающих компаний. Дерек Сайкс занял место второго гитариста, а Винсент Чивитано (он же Винни Дейз) заменил Салерно. Их второе демо, Necrology (1989), обеспечило группе контракт на запись с Century Media Records.
Их первый альбом Tortured Existence, спродюсированный Скоттом Бёрнсом с небольшим бюджетом, был выпущен в начале 1991 года. Песни были составлены из быстрых риффов, коротких пауз и выразительных гитарных соло. В 1992 году группа выпустила высоко оцененный критиками альбом Epidemic of Violence. Производство было более чётким, и альбом состоял из более быстрых и необременённых лишними изысками песен. Обложки первых двух альбомов были основаны на фильмах ужасов, а логотип был разработан Дейзом.

### Time Bombи распад (1993—2015)
В 90-е годы стремительный трэш-метал стал терять свою популярность, поэтому Дейз и Рейли покинули Demolition Hammer, чтобы сформировать группу Deviate NY. Бывший барабанщик Malevolent Creation Алекс Маркес присоединился к Рейнольдсу и Сайксу. Лейбл хотел выпустить песни с оригинальным названием группы. Результатом стал альбом 1994 года Time Bomb с новым логотипом Demolition Hammer на обложке. Он был медленнее и без гитарных соло. Стиль был похож на стиль таких групп, как Pantera и Machine Head. После одного из своих последних выступлений на Milwaukee MetalFest летом 1995 года Demolition Hammer распались.
Маркесу и Рейнольдсу предложили новые концерты с Solstice. Дейз умер от отравления иглобрюхой рыбой во время путешествия по Африке 11 марта 1996 года. Поскольку музыку Demolition Hammer становится всё труднее достать обычным слушателям, Century Media выпустили Necrology: A Complete Anthology в 2008 году. В нее вошли все песни из их первых трёх альбомов, промо-демоверсии двух песен из Time Bomb и один видеоклип.

### Воссоединение (2016—настоящее время)
В марте 2016 года Demolition Hammer воссоединились с новым барабанщиком Анхелем Коттем. В июне 2016 года они отыграли концерт в Бруклине, билеты на который были распроданы менее чем за 3 минуты. Они также играли в том году на фестивале Maryland Deathfest.
В январе 2017 года в интервью во время фестиваля 70000 Tons of Metal участников Demolition Hammer спросили, запишет ли группа продолжение к Time Bomb 1994 года. Басист и вокалист Стив Рейнольдс ответил: «Мы обсуждали. Но мы были так заняты, просто пытаясь поработать над всем этим, что у нас нет никаких конкретных планов на альбом. Но мы всё ещё обсуждаем это». Гитарист Джеймс Рейли добавил: «Теперь, когда мы видим, насколько хорошо все идёт, у нас в голове есть идея начать писать новый материал и посмотреть, к чему он приведёт».

## Музыкальный стиль
В упоминании газеты The Pittsburgh Press касательно национального тура группы в 1991 году было написано, что Demolition Hammer играют «молниеносные песни со сложной структурой и меняющимися ритмами». Кит Бергман из Blabbermouth назвал Рейнольдса и Сайкса «рифф-машинами», при этом хваля композиторские способности группы. Звучание группы обычно характеризуется как сплав трэш-метала и дэт-метала. Смена стиля в сторону звучания грув-метала, услышанного на Time Bomb, вызвала негодование некоторых поклонников трэш-метала.

## Состав
- Стив Рейнольдс — бас-гитара, вокал (1986—1995, 2016-настоящее время)
- Джеймс Рейли — гитара, бэк-вокал (1986—1993, 2016-настоящее время)
- Дерек Сайкс — гитара, бэк-вокал (1988—1995, 2016-настоящее время)
- Анхель Котт — ударные (2016-настоящее время)

### Бывшие участники
- Джон Салерно — ударные (1986—1988)
- Винни Дейз — ударные, бэк-вокал (1988—1993; умер в 1996)
- Алекс Маркес — ударные (1994—1995)

### Концертные музыканты
- Деннис Муньос — гитара (1995)
- Майк Усифер — гитара, бэк-вокал (1992)

## Дискография

### Студийные альбомы
- Tortured Existence (1990)
- Epidemic of Violence (1992)
- Time Bomb (1994)

### Сборники
- Necrology: A Complete Anthology (2008)

### Демо
- Skull Fracturing Nightmare (1988)
- Necrology (1989)